# Montréal-Est
 (avril 2024).
Si vous disposez d'ouvrages ou d'articles de référence ou si vous connaissez des sites web de qualité traitant du thème abordé ici, merci de compléter l'article en donnant les références utiles à sa vérifiabilité et en les liant à la section « Notes et références ».
Pour les articles homonymes, voir Montréal (homonymie).
Montréal-Est est une ville du Québec enclavée dans la ville de Montréal et faisant partie de l'agglomération de Montréal. Territoire fortement industrialisé, cette ville regroupe de vastes installations de raffinage du pétrole, des usines chimiques et une carrière. Montréal-Est est aussi la municipalité québécoise avec la plus forte proportion d'Afro-Canadiens de toute la province. En effet, selon le recensement de 2021, 12,2 % des résidents de Montréal-Est sont Noirs.

## Histoire

### Naissance
Du régime français jusqu’au début du XXe siècle, l'histoire de Montréal-Est se confond avec celle de Pointe-aux-Trembles. En 1910, la vision du promoteur Joseph Versailles donne naissance à la Ville de Montréal-Est, une municipalité qui occupe pendant des années une position de premier plan en matière d'industrie pétrochimique.
Commerçant prospère, Joseph Versailles vend sa quincaillerie en 1908 afin d'acquérir des terrains à Pointe-aux-Trembles. Ses achats sont dictés par une vision : créer une cité-jardin. Concept en vogue à l'époque, la cité-jardin se veut plus qu'une simple banlieue. Il s'agit en fait d'un ensemble résidentiel doté de plusieurs parcs et entouré de champs, dont le développement économique et industriel est planifié dans une vision à long terme.

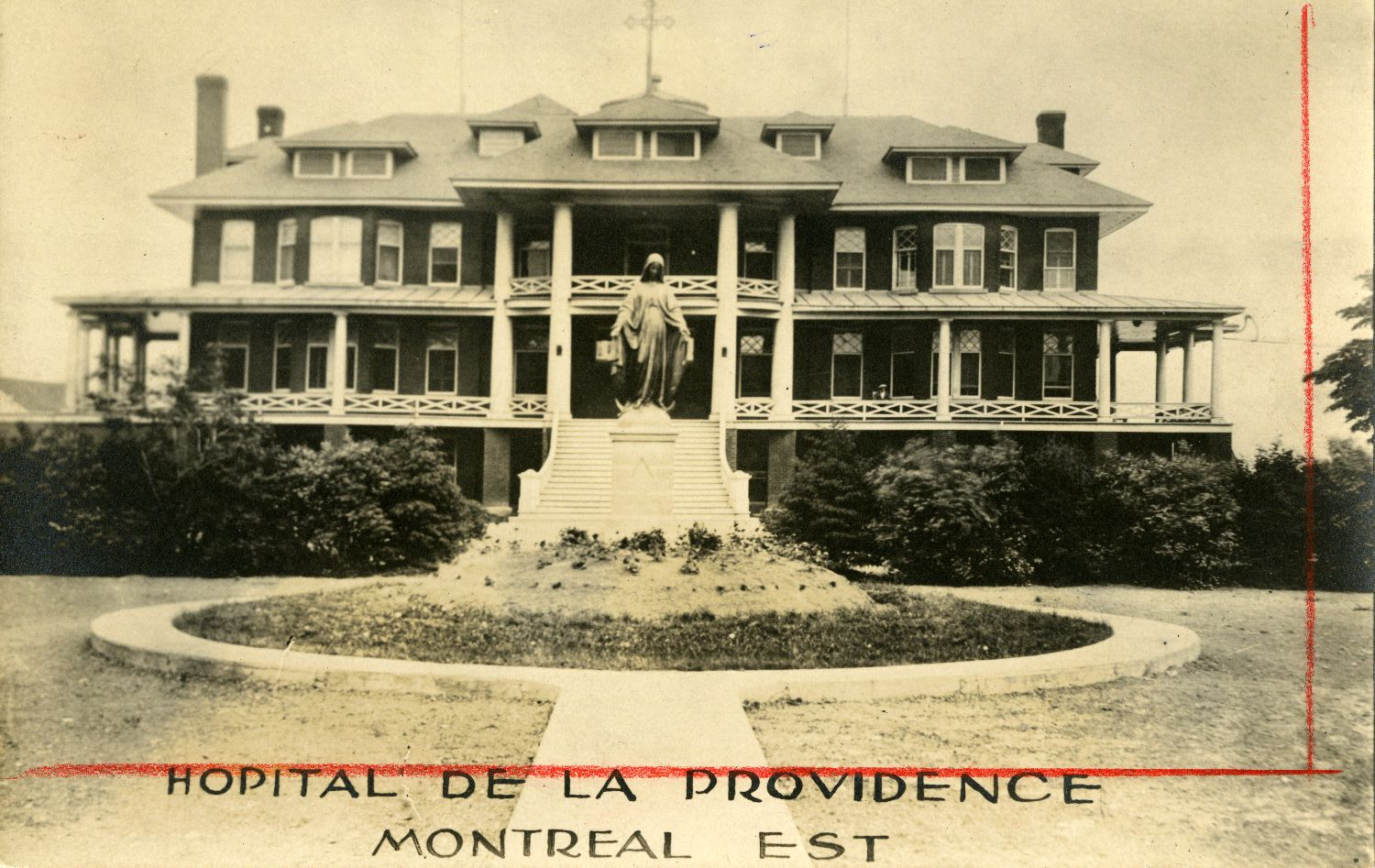
Hôpital de la Providence, 1920.

Fondée le 4 juin 1910, la Ville de Montréal-Est mise aussitôt sur l'aménagement de vastes espaces verts et sur la mise en place d'infrastructures urbaines telles que des trottoirs, des égouts et de l'éclairage électrique. De nouveaux terrains sont achetés au cours des années suivantes et c'est en 1916 que le territoire de Montréal-Est atteint la superficie qu'on lui connaît aujourd’hui.
Mené par le maire Joseph Versailles, le conseil municipal met aussi sur pied une politique de promotion pour attirer les entreprises sur le territoire. Des exemptions de taxes, des terrains à prix réduit et des subventions sont octroyés aux promoteurs qui désirent s'installer, en échange d'un engagement par l'entrepreneur d'accorder une priorité d'embauche aux résidents de Montréal-Est.
La Première Guerre mondiale (1914-1918) empêche la Ville de Montréal-Est de se développer en cité-jardin. Cependant, les politiques fiscales incitatives ont eu pour effet d’attirer de nombreuses industries sur le territoire, contribuant ainsi à la vitalité économique de la municipalité.

### Pétrochimie et raffinage: le moteur industriel
Attirée par les avantages fiscaux, une première raffinerie s’établit en 1915 à Montréal-Est : la Queen City Oil, qui sera éventuellement intégrée à Imperial Oil (Esso). Au fil des ans, de nombreuses raffineries s’installeront à leur tour, et ce, malgré la grave crise économique mondiale des années 1930. D’autres entreprises spécialisées dans le domaine de la pétrochimie s’installeront également à proximité, faisant ainsi de Montréal-Est le principal centre de raffinage au Canada.

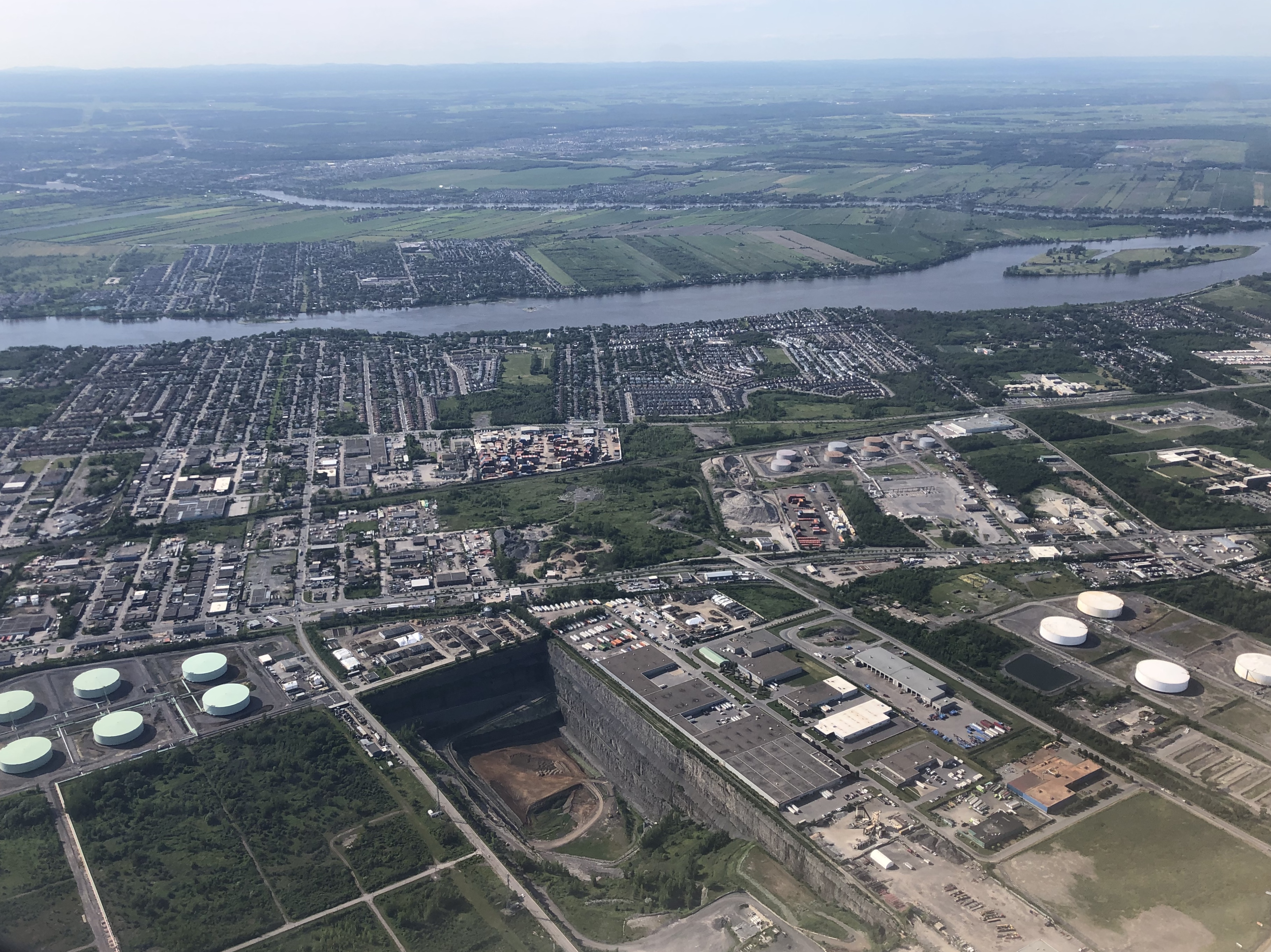
Industries pétrochimiques et carrière de Montréal-Est avec le quartier Rivière-des-Prairies en arrière-plan.

Au début des années 1960, une décision du gouvernement fédéral interdisant aux raffineries québécoises d’écouler leurs produits en Ontario et dans l’ouest du Canada vient compromettre la viabilité financière des raffineries montréalestoises. Entre 1983 et 1985, toutes les raffineries de Montréal-Est fermeront leurs portes, à l’exception de Shell (qui a finalement abandonné sa raffinerie en 2010) et de Petro-Canada (aujourd’hui Suncor, qui est toujours en activité à Pointe-aux-Trembles).

### Fusion, défusion et revitalisation
Après avoir résisté à plusieurs tentatives d’annexion à la ville de Montréal, la Ville de Montréal-Est se voit finalement obligée de céder lorsque le gouvernement du Québec adopte, en 2000, une loi qui fusionne plus de 200 municipalités à l’échelle nationale. C’est ainsi que le 1er janvier 2002, Montréal-Est cesse d’exister et est intégrée à l’arrondissement de Rivière-des-Prairies–Pointe-aux-Trembles–Montréal-Est.
L’année suivante, des élections ont lieu au Québec et le nouveau gouvernement dirigé par Jean Charest met en place un processus permettant aux anciennes villes récemment fusionnées de défusionner si les résidents en expriment la volonté. Le 20 juin 2004, lors d’un référendum, la population vote pour la reconstitution de la ville dans une proportion de 85 %, qui renaîtra de ses cendres le 1er janvier 2006. Il s'agit de la seule ancienne municipalité de l'Est de Montréal à avoir fait un tel choix.

## Géographie
Montréal-Est s'étend sur 13,96 km2, dont 12,22 km2 sont terrestres. La ville est située tout juste à l'est du quartier montréalais de Tétreaultville et juste à l'ouest du quartier Pointe-aux-Trembles. Au nord, se trouve aussi Rivière-des-Prairies et au nord-est, Anjou. La ville est constituée pratiquement en totalité de terrains industriels, à l'exception de quelques rues au sud-est du territoire en bordure du fleuve Saint-Laurent.
Les limites de la ville sont relativement simples : 
- Au sud : le fleuve Saint-Laurent
- À l'ouest : l'avenue Georges-V et, au nord de la rue Sherbrooke, une ligne droite dans l'axe du boulevard Bourget
- Au nord : le boulevard Henri-Bourassa
- À l'est : l'avenue Marien et l'avenue Saint-Cyr

## Démographie
| 1966  | 1971  | 1976  | 1981  | 1986  | 1991  |
| ----- | ----- | ----- | ----- | ----- | ----- |
| 5 779 | 5 075 | 4 372 | 3 778 | 3 592 | 3 767 |

| 1996  | 2001  | 2006  | 2011  | 2016  | 2021  |
| ----- | ----- | ----- | ----- | ----- | ----- |
| 3 523 | 3 547 | 3 822 | 3 728 | 3 850 | 4 394 |

## Administration
| Période | Période | Identité              | Étiquette | Qualité |
| ------- | ------- | --------------------- | --------- | ------- |
| 2009    | 2021    | Robert Coutu          |           |         |
| 2006    | 2009    | Yvon Labrosse         |           |         |
| 2002    | 2005    | Cosmo Maciocia        |           |         |
| 1982    | 2001    | Yvon Labrosse         |           |         |
| 1962    | 1982    | Édouard Rivet         |           |         |
| 1952    | 1962    | Roland McDuff         |           |         |
| 1933    | 1952    | Napoléon Courtemanche |           |         |
| 1931    | 1933    | Albert Berthiaume     |           |         |
| 1910    | 1931    | Joseph Versailles     |           |         |

| Montréal-Est Maires depuis 2005                                                                                      |                 |         |          |
| Élection | Maire           | Qualité | Résultat |
| 2005 | Yvon Labrosse   |         | Voir     |
| 2009 | Robert Coutu    |         | Voir     |
| 2013 | Robert Coutu    | Voir    |          |
| 2017 | Robert Coutu    | Voir    |          |
| 2021 | Anne St-Laurent |         | Voir     |
| Élection partielle en italique Depuis 2005, les élections sont simultanées dans toutes les municipalités québécoises |                 |         |          |